# Heteromysis komaii
Heteromysis komaii is een aasgarnalensoort uit de familie van de Mysidae. De wetenschappelijke naam van de soort is voor het eerst geldig gepubliceerd in 2004 door Fukuoka.